# Vaca-loura

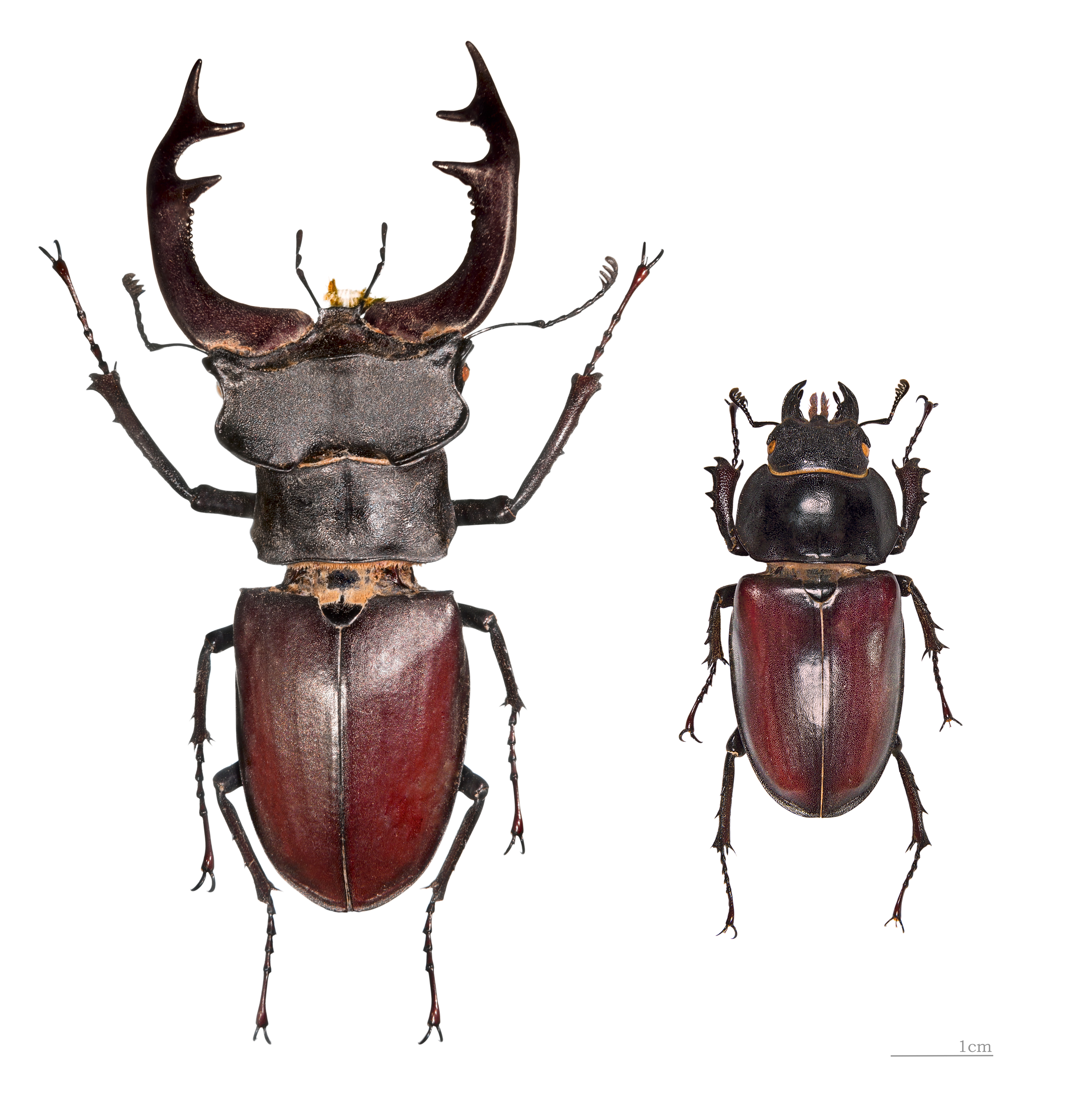
Lucanus cervus

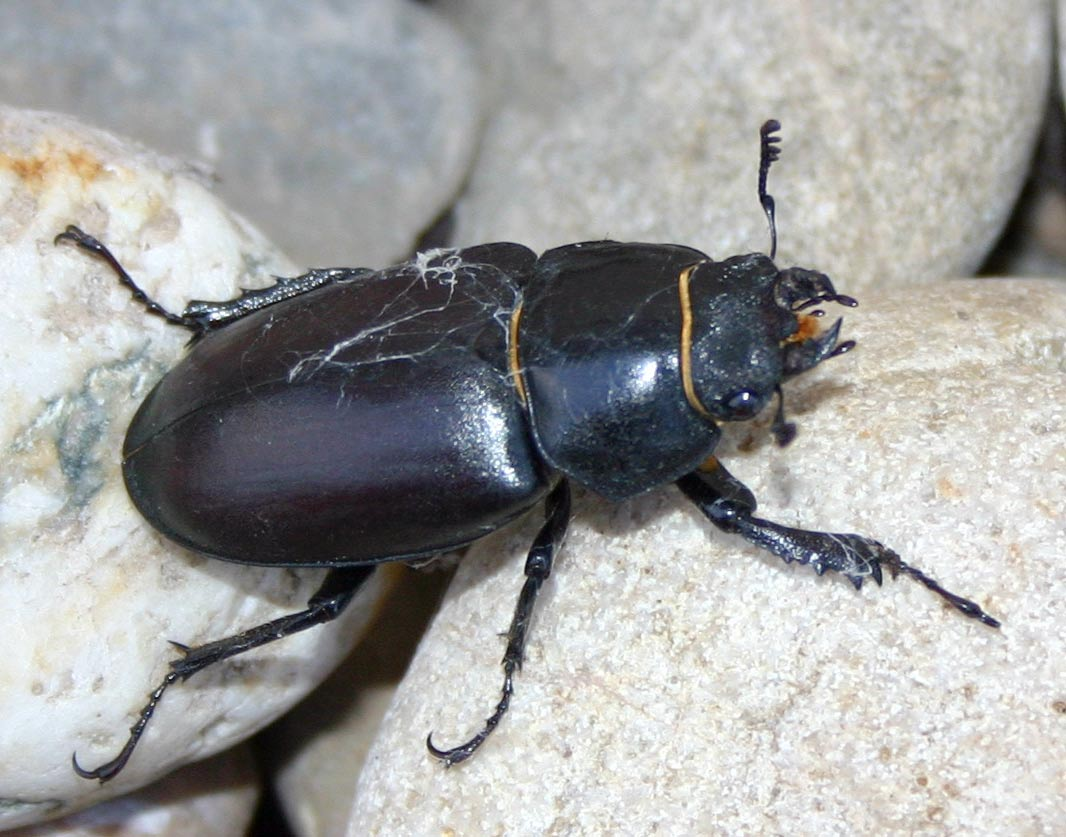
Lucanus cervus fêmea, Vacaloura.

A vaca-loura (também grafada vaca-loira) (Lucanus cervus) é um escaravelho (de família Lucanidae) de grande tamanho - o maior da Europa. Facilmente se distinguem os sexos: o macho dispõe mandíbulas de grande tamanho, muito maiores que as das fêmeas, que lhes servem como meio de luta com machos rivais.

## Nomes comuns
Dá ainda pelos seguintes nomes comuns:  lucano (não confundir com o Lucanus barbarossa, que com ela partilha este nome),  abadejo, escaravelho-veado, escornabois, cabra-loura (também grafado cabra-loira), besouro-pinça ou besouro-alicate

## Desenvolvimento
A larva deste insecto passa de um a cinco anos alimentando-se de madeira em descomposição, preferentemente de frondosas, pelo que costuma viver em bosques onde são abundantes carvalhais, razão pela qual não é comum em áreas urbanas. As larvas desta espécie têm um apetite muito voraz: com apenas um grama de peso, podem comer num só dia 22,5 centímetros cúbicos de madeira. As larvas alcançam um tamanho considerável, chegando a 10 centímetros de comprimento.
Os adultos alimentam-se da seiva das árvores e de sumo de frutas maduras. A vida depois da metamorfose é muito mais curta que a da larva: só de quinze dias a um mês. Podem voar, alcançando velocidades de 6 km/h.

## Reprodução
Existem diversas teorias sobre como se reproduzem, ainda que a mais provável é que os machos se agrupem em torno das fêmeas e as disputem em combates que podem chegar à morte dum dos pretendentes.
As fêmeas depositam os ovos em fendas de troncos mortos, junto ao solo, sendo as posturas constituídas por cerca de 20 ovos que eclodem ao fim de 2 à 4 semanas. O período larvar é longo e pode durar 1 à 7 anos.

## Habitat
Ocorre em bosques e florestas caducifólios, com preferência pelos que são dominados por carvalhos. Não obstante esta preferência, podem ocorrer em galerias ripícolas com presença de Choupo, Freixo e Ulmeiro e também em prados de baixa altitude, culturas e bosques dispersos.

## Alimentação
Os adultos alimentam-se de seiva. As larvas consomem madeira em decomposição, podendo uma larva comer até 22,5 centímetros cúbicos de madeira por dia.

## Importância e proteção
Este insecto é considerado o maior escaravelho da Europa. O tamanho oscila entre 30 e 90 milímetros no caso dos machos e 28 e 45 milímetros nas fêmeas.
Esta espécie está em regressão devido à perda do seu habitat e à caça, pois é um exemplar muito apreciado.
É uma espécie protegida pela legislação Europeia e portuguesa.

## Conservação em Portugal
Em Portugal qualquer cidadão pode ajudar na sua conservação, registando os seus avistamentos e fotos através da plataforma do "projeto vacaloura", sejam de uma vaca-loura ou qualquer outro escaravelho de grandes dimensões.
Este projeto já existe desde 2016 e apenas no primeiro ano foi possível aumentar a sua área de distribuição em 36% do território nacional . Apesar deste aumento de área de distribuição conhecida ainda não é possível saber ao certo o risco de extinção em Portugal.
Em 2020 foram contabilizados 1353 Lucanus cervus, mais 650 que no ano anterior, estimando-se uma população total de 3705 no país.

## Ligações Externas
- www.vacaloura.pt.